# Jan van Riebeeck
Johan Anthoniszoon van Riebeeck (Culemborg, 21 aprile 1619 – Giacarta, 18 gennaio 1677) è stato un esploratore olandese.
Van Riebeeck è stato un amministratore di colonie olandese ed è stato il fondatore di Città del Capo.

## Biografia
Van Riebeeck era figlio di un chirurgo, crebbe a Schiedam, dove si sposò il 28 marzo 1649 con la diciannovenne Maria de la Quellerie (che morì in Malacca in Malaysia, il 2 novembre 1664 all'età di 35 anni). La coppia ebbe otto figli, la maggior parte di essi non raggiunse la maggior età: il loro figlio Abraham van Riebeeck, nato a Città del Capo, divenne il Governatore generale delle Indie Orientali olandesi. Jan van Riebeeck è morto nel 1677 nella città di Batavia, oggi Giacarta, situata nell'isola di Giava.

## Carriera
Entrò al servizio della Compagnia olandese delle Indie Orientali (Vereenigde Oostindische Compagnie, abbreviata in VOC) nel 1639, prestando servizio in numerose località, anche come aiuto chirurgo a Batavia, in Indonesia, visitò il Giappone. Il suo incarico più importante fu quello di responsabile della sede del VOC nel Tonchino (Vietnam): da lì fu richiamato in quanto fu scoperto che stava conducendo commerci per proprio conto.

## Fondazione di Città del Capo

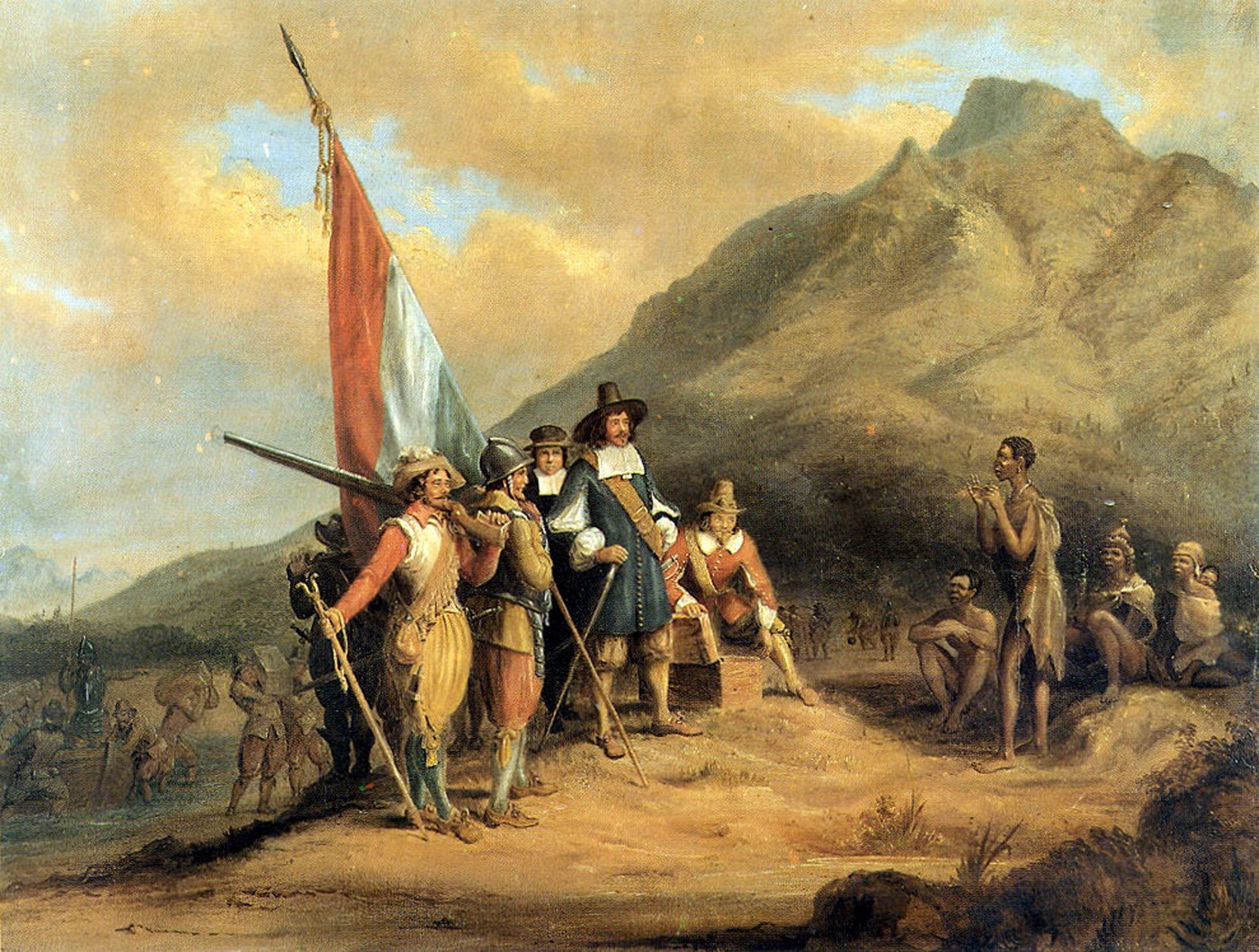
Jan van Riebeeck arriva a Table Bay nell'aprile del 1652, dipinto da Charles Davidson Bell

Nel 1651 gli fu richiesto di prendere la direzione di un nuovo insediamento olandese da installare in un territorio che oggi fa parte del Sudafrica. Egli sbarcò con tre navi, la Drommedaris, la Reijger e la Goede Hoop, sul sito della futura Città del Capo il 6 aprile 1652: il suo arrivo fu dipinto in un quadro dal pittore Charles Davidson Bell. Fortificò l'insediamento al fine di permettere il suo uso come stazione di transito per le rotte commerciali del VOC tra i Paesi Bassi e le Indie Orientali olandesi. Successivamente giunsero altre due navi, la Walvisch e la Oliphant dopo un viaggio che le costrinse a seppellire in mare 130 persone. Van Riebeeck fu il responsabile della colonia di Città del Capo dal 1652 al 1662, durante questo periodo si occupò di costruire un forte, di migliorare l'ancoraggio naturale di Table Bay, di coltivare verdura e frutta e di ottenere bestiame dalla popolazione Khoi (più conosciuti come Ottentotti) che abitava l'area.
Nel giardino botanico nazionale di Kirstenbosch a Città del Capo esistono ancora piante di mandorli fatte piantare da van Riebeeck come barriera. Il forte iniziale è stato fatto con fango, argilla e legname ed aveva quattro angoli o bastioni: questo forte, chiamato Fort Duijnhoop, non deve essere confuso con l'attuale castello di Città del Capo, che fu costruito tra il 1666 e il 1679, parecchi anni dopo la partenza di van Riebeeck, e che ha cinque bastioni ed è costruito con mattoni, pietra e cemento.
Durante la sua permanenza a Città del Capo van Riebeeck riportò la scoperta il 17 dicembre 1652 di una cometa, attualmente denominata C/1652 Y1, questa cometa è stata la prima scoperta dal Sudafrica.
Nel febbraio del 1653 ebbe occasione di conversare con il famoso missionario-cartografo Martino Martini, che era stato parecchi anni in Cina e aveva accumulato una quantità di informazioni utili per la navigazione: “Arrivato al Capo di Buona Speranza, Martini trascorre venti giorni a terra, ospite del governatore Jan van Riebeck [sic], al quale egli fornisce utili indicazioni sugli ancoraggi lungo la costa dell'Africa” (Bertuccioli, 1998, p. 521).

## Eredità in Sudafrica

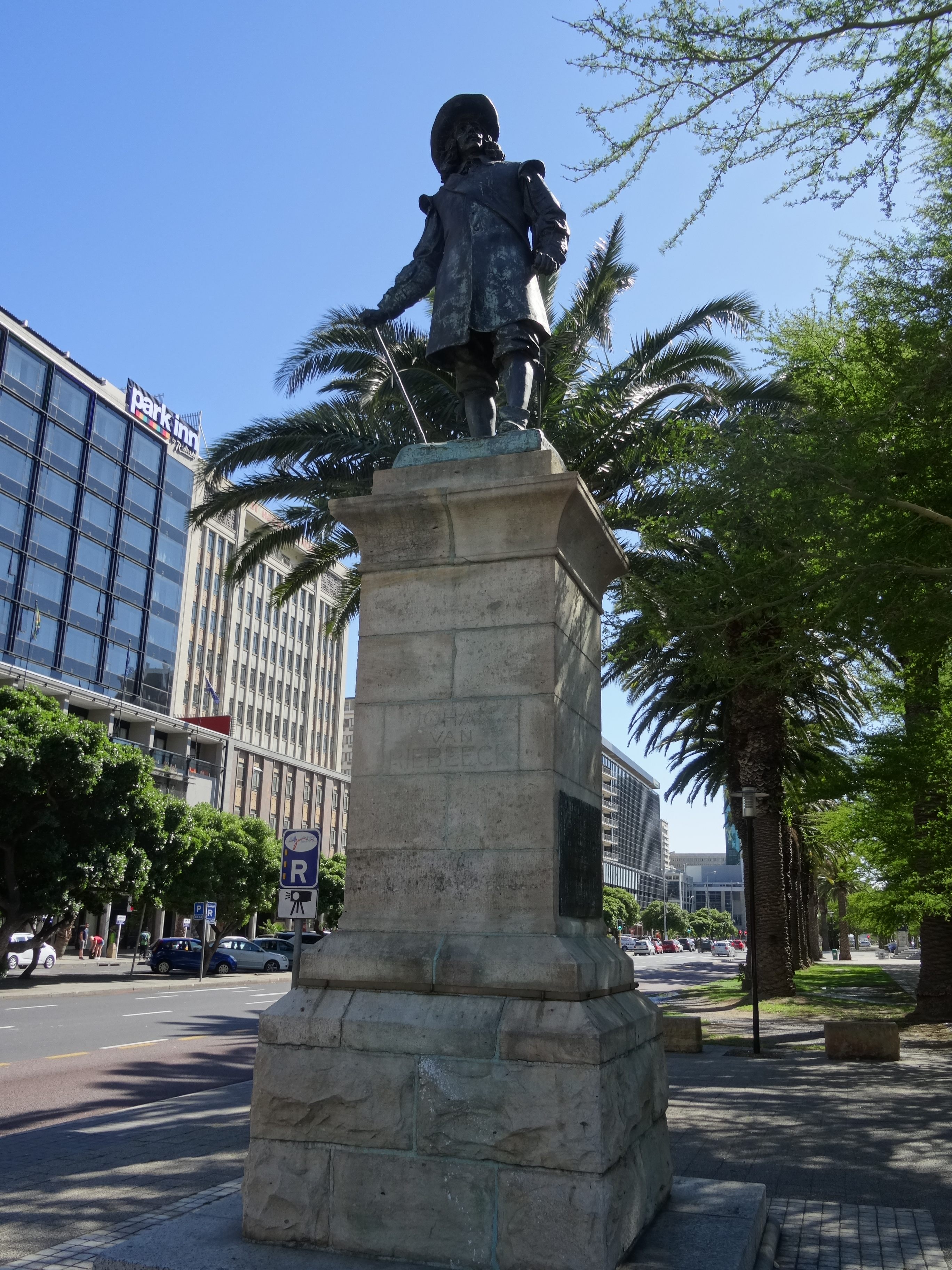
Statua di Riebeeck a Città del Capo

Jan van Riebeeck in Sudafrica è una figura di riferimento storica e culturale tra molti Afrikaner che lo considerano come il padre fondatore della loro nazione. La considerazione nei suoi confronti era visibile nel fatto che la sua immagine appariva sempre sui francobolli e sulle banconote sudafricane dal 1940 fino al 1993 quando la Banca nazionale sudafricana
cambiò le immagini sulle banconote in apolitiche rappresentazioni della flora e fauna presente sul territorio nazionale. La festa del 6 aprile, conosciuta come giorno del fondatore, è stata abolita dopo le elezioni democratiche del 1994 dal governo retto dal ANC. Attualmente a Città del Capo la sua immagine è più difficile da vedere, a parte le statue dedicate a lui e a sua moglie erette in Adderley Street (Via Adderley).
Oggi, certi Afrikaner, in considerazione di alcune fonti secondo le quali egli fu inviato nell'attuale Sudafrica come punizione per aver compiuto commerci privati in Tonchino, lo guardano con sospetto. Nonostante questo, molte città e villaggi ancora oggi hanno strade chiamate col suo nome. Lo stemma di Città del Capo riprende quello della famiglia van Riebeeck.

## Riconoscimenti
A van Riebeeck è dedicato il terapside sudafricano Riebeeckosaurus longirostris.